# Lijst van personen overleden in juli 2017
Dit is een lijst van bekende personen die zijn overleden in juli 2017.

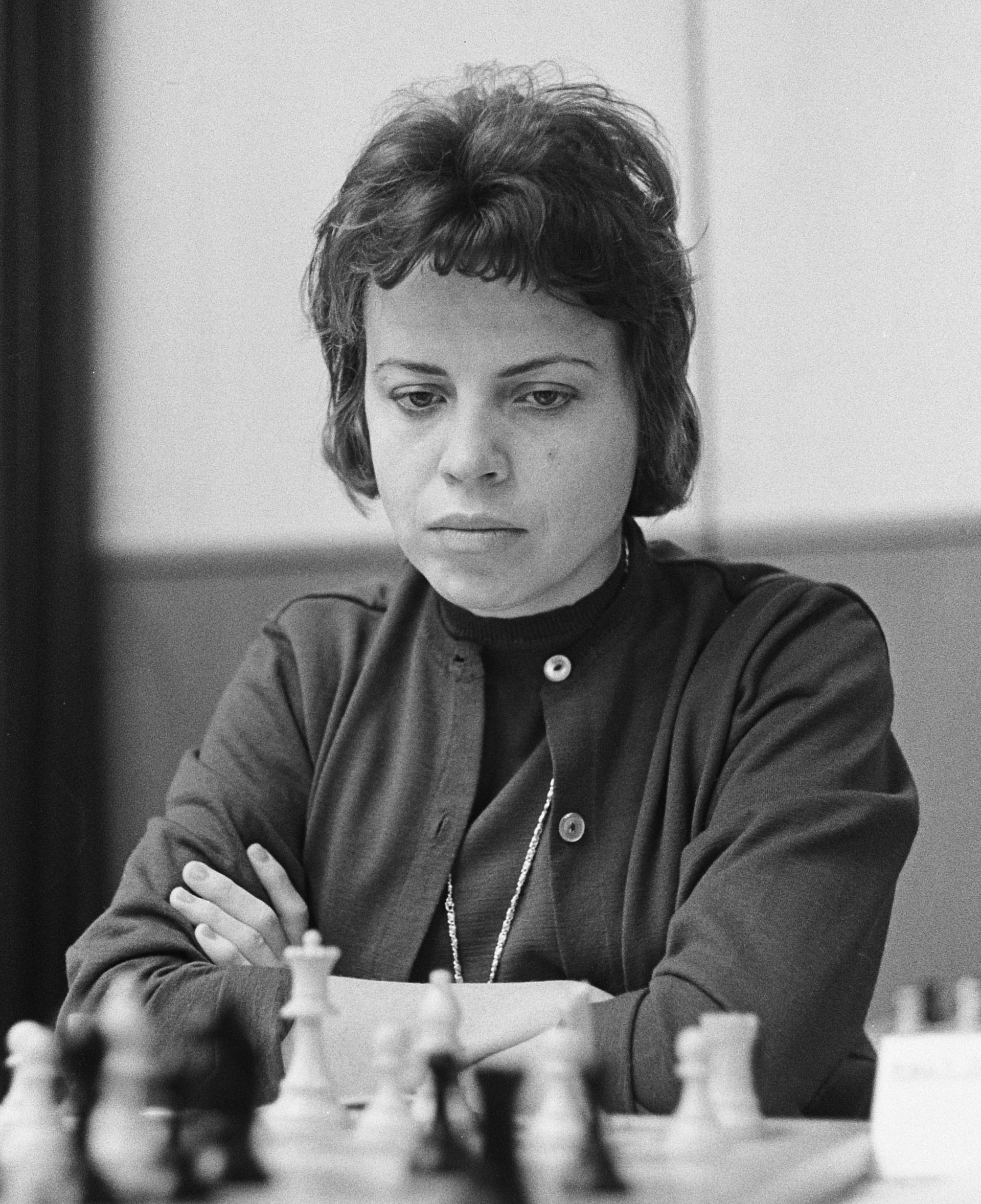
Tatjana Zatoelovskaja
2 juli

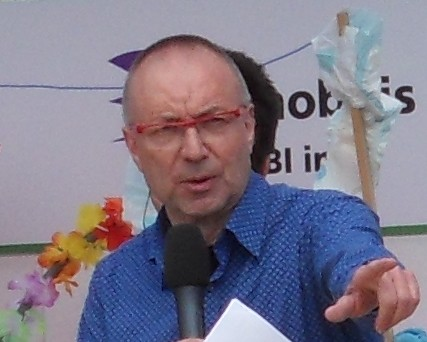
Tom Blom
3 juli

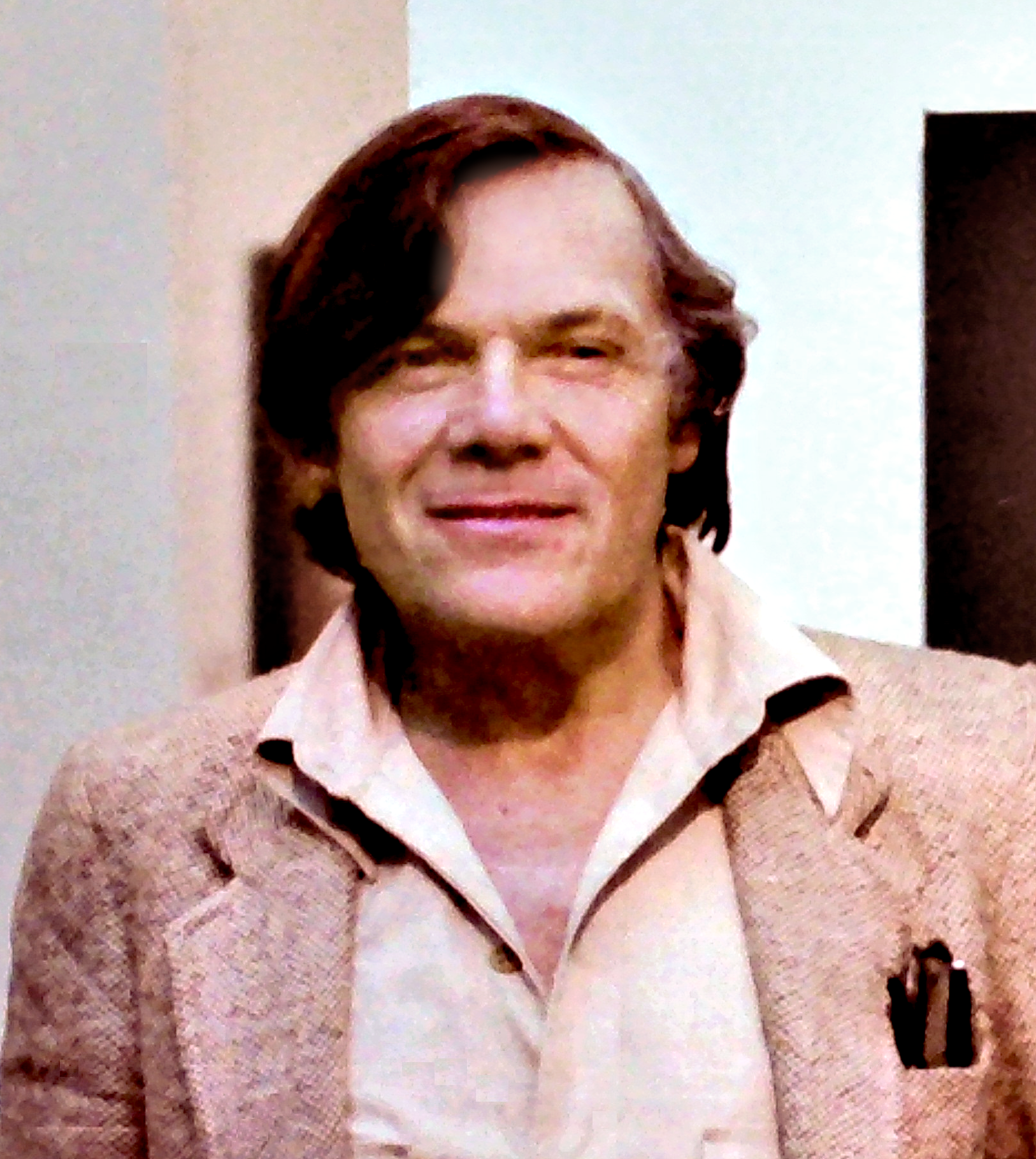
José Luis Cuevas
3 juli

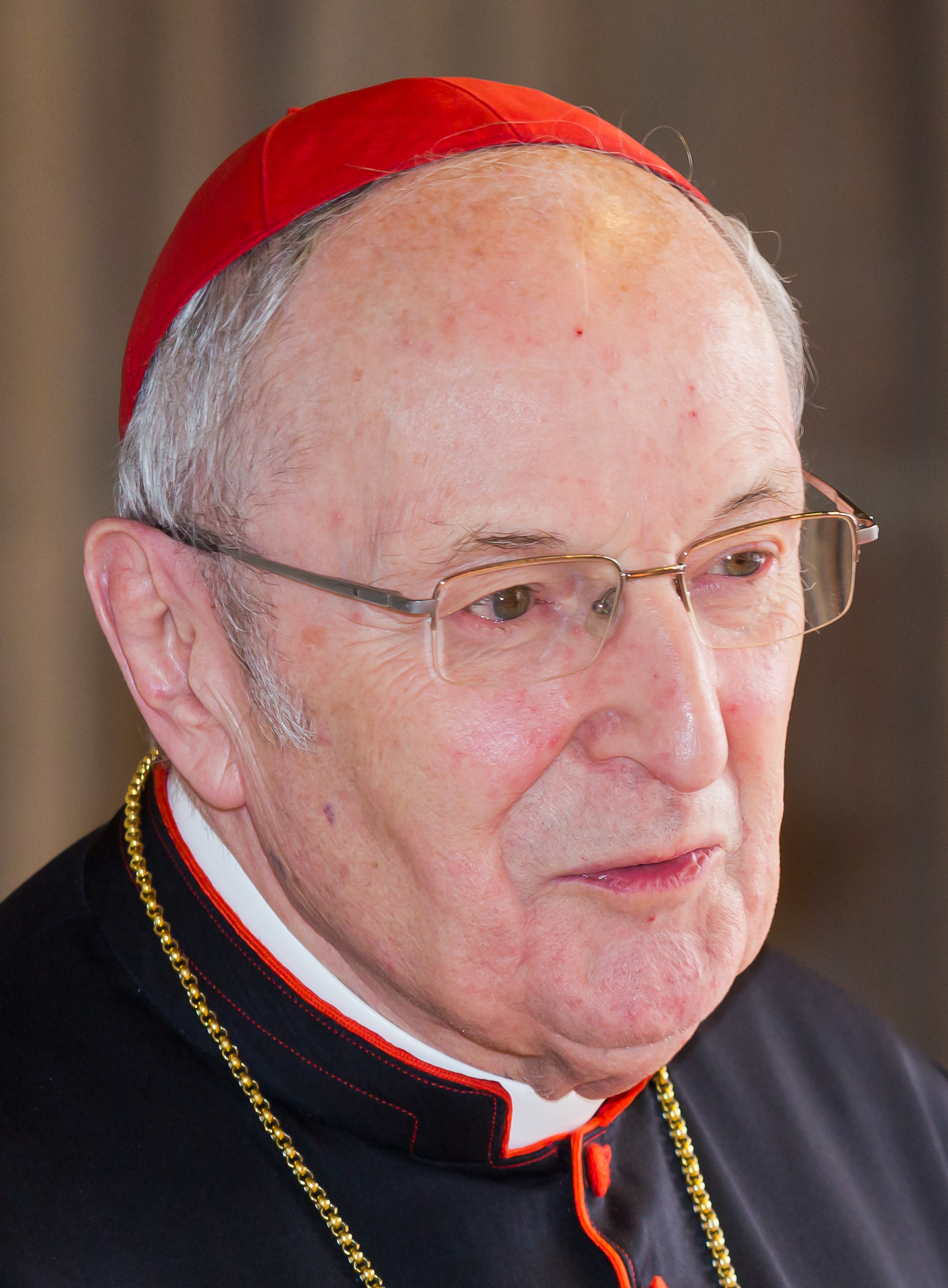
Joachim Meisner
5 juli

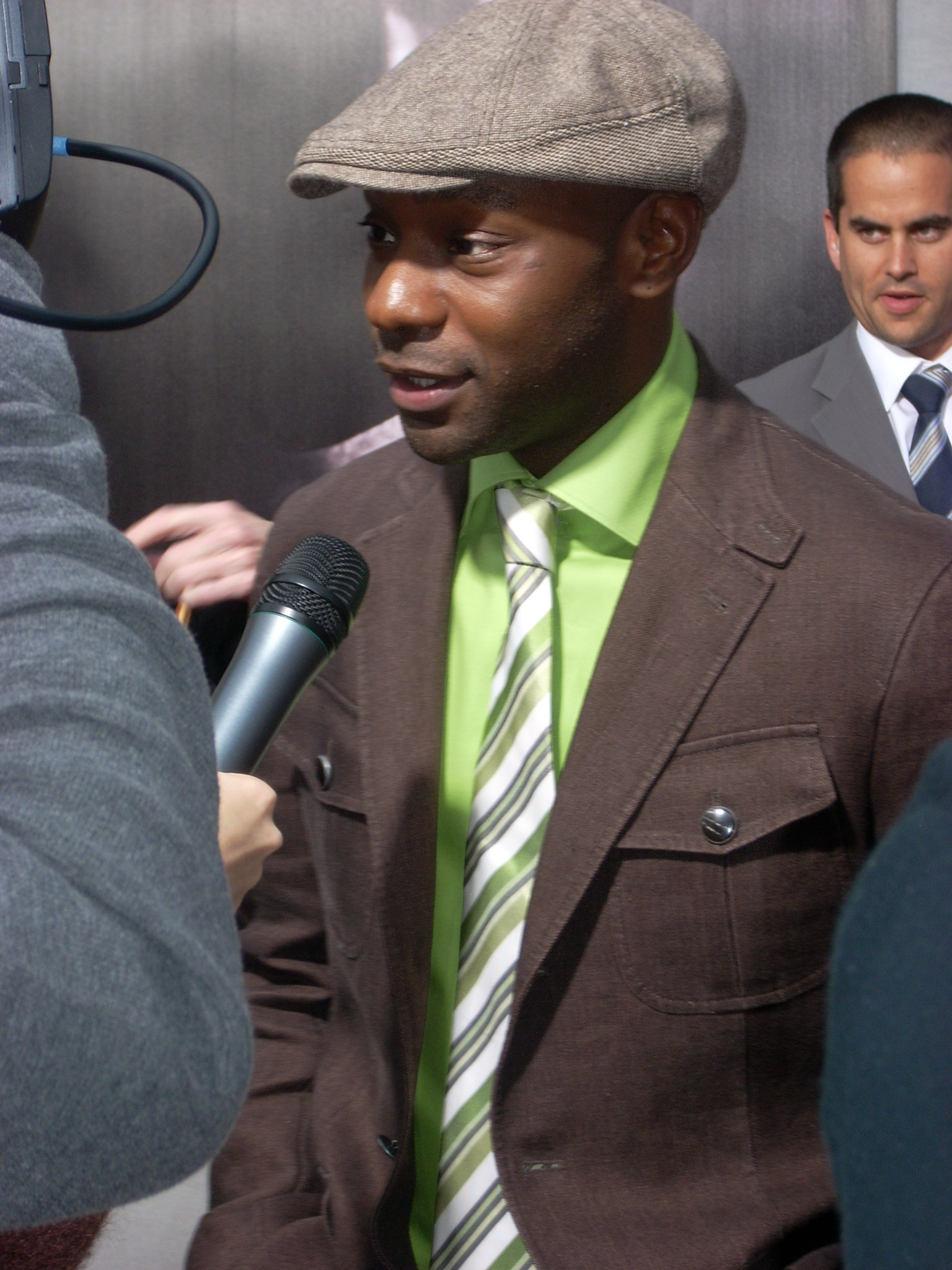
Nelsan Ellis
8 juli

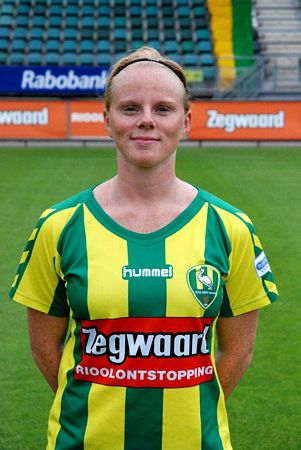
Sylvia Nooij
8 juli

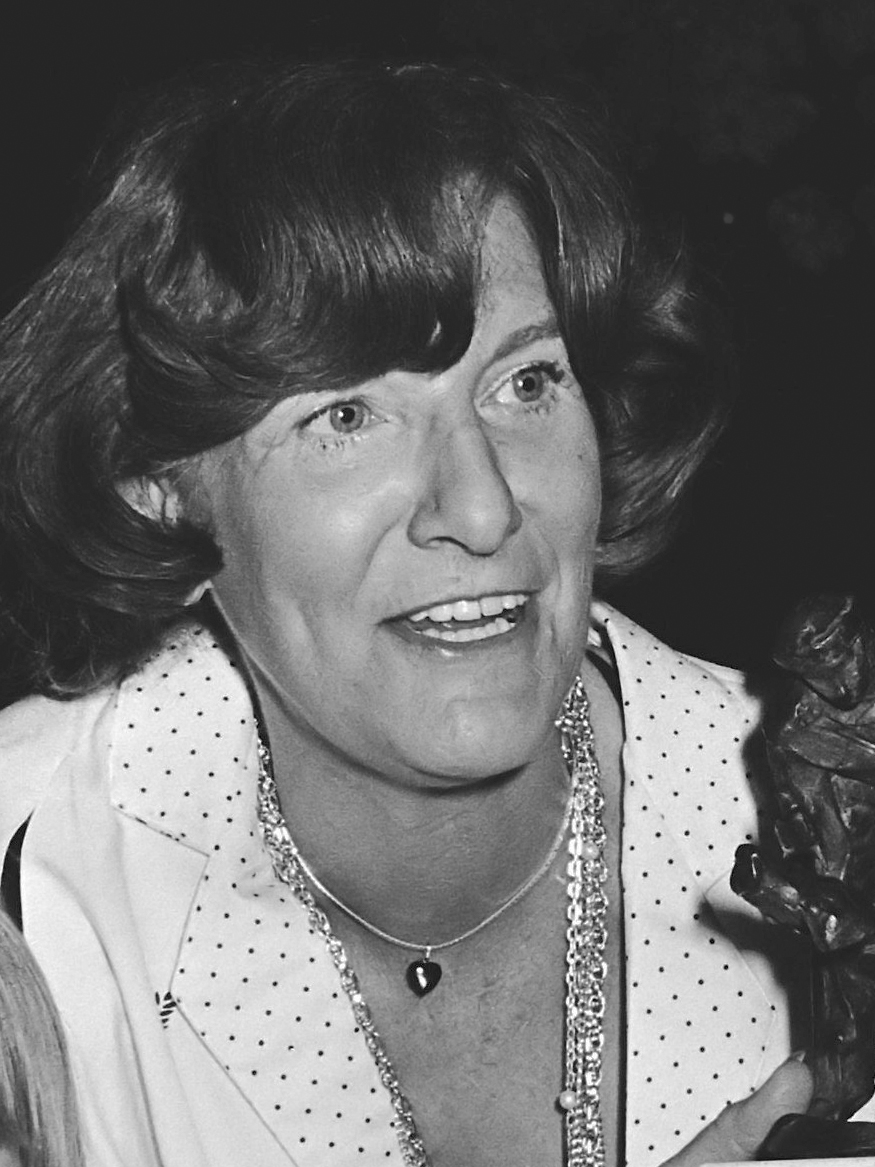
Miep Diekmann
9 juli

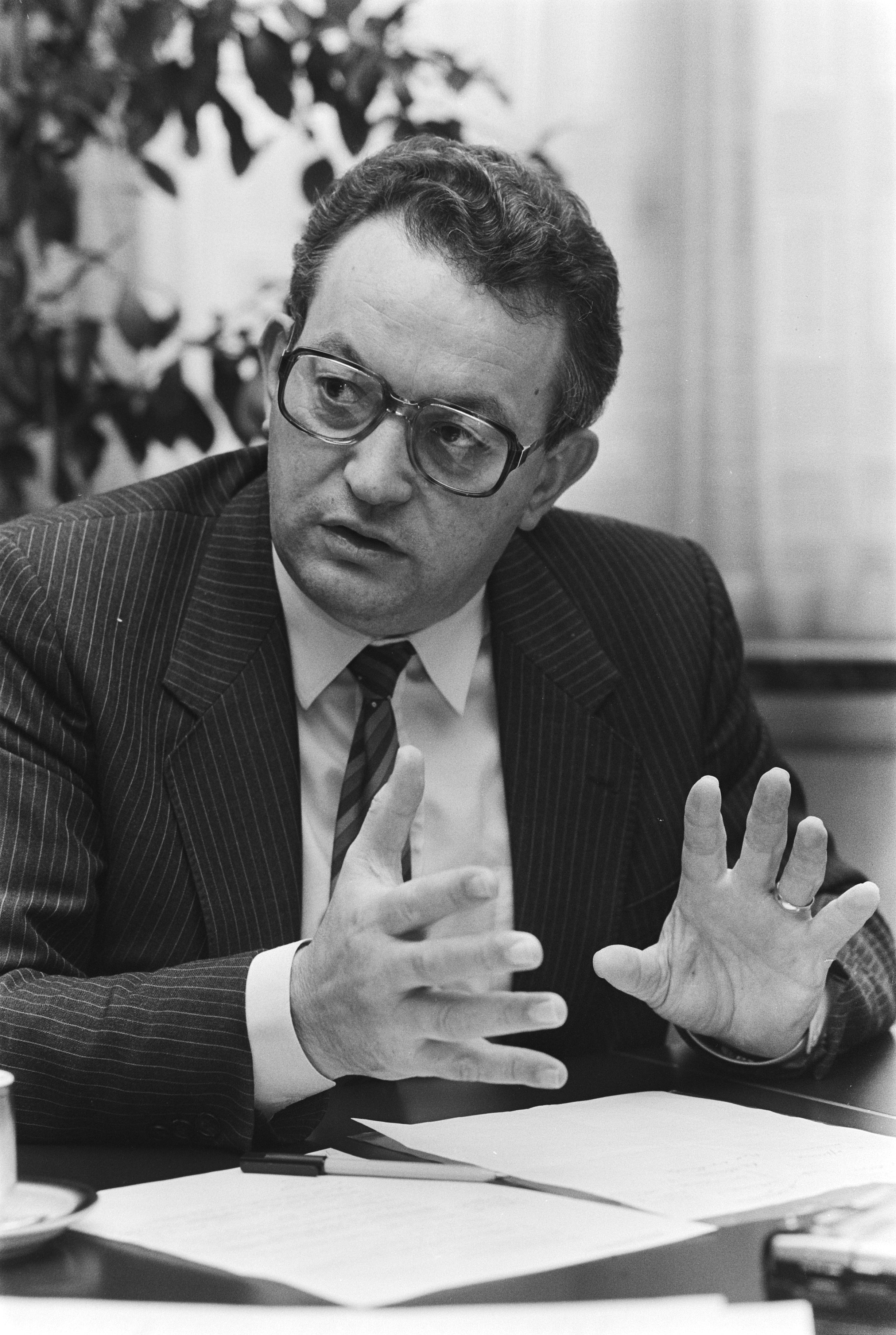
Gerrit Braks
12 juli

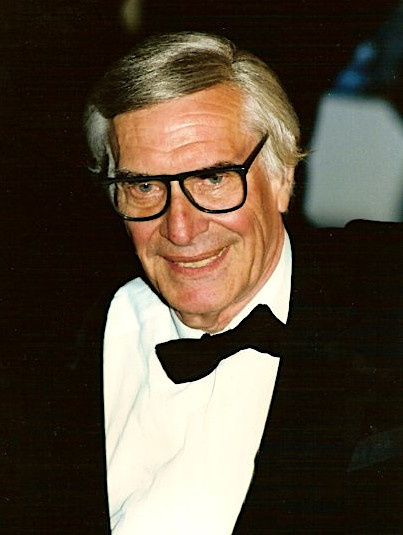
Martin Landau
15 juli

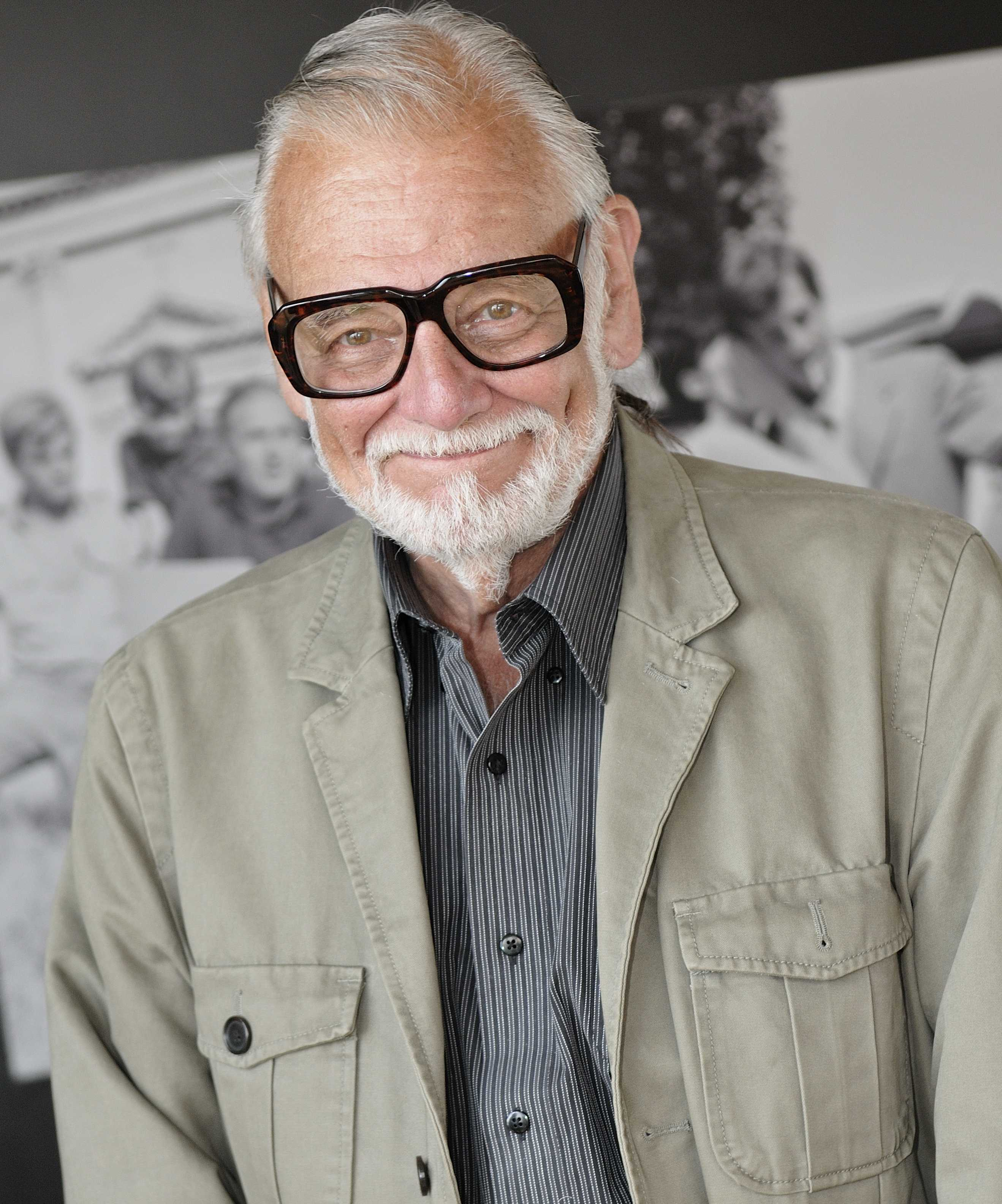
George A. Romero
16 juli

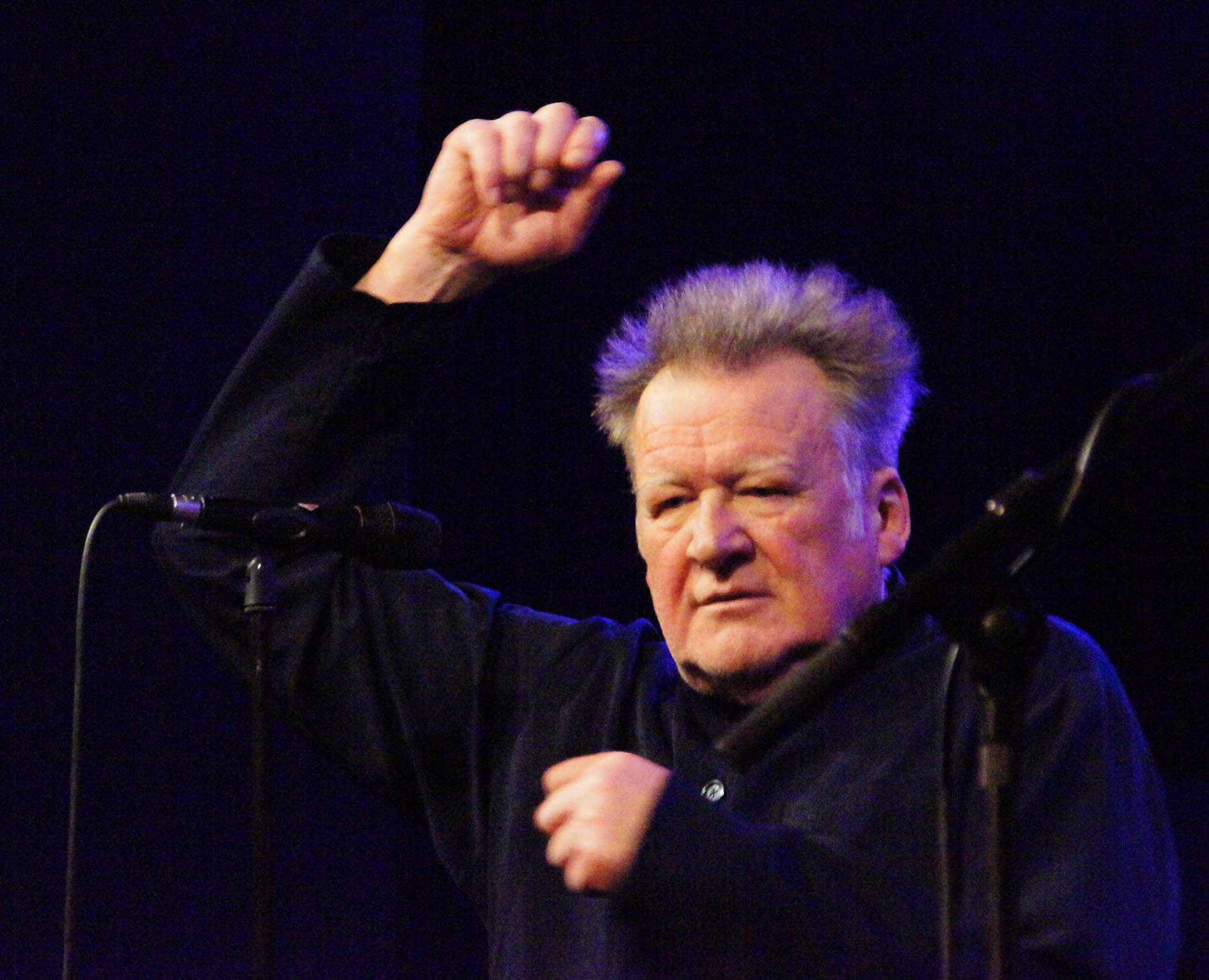
Wilfried Scheutz
16 juli

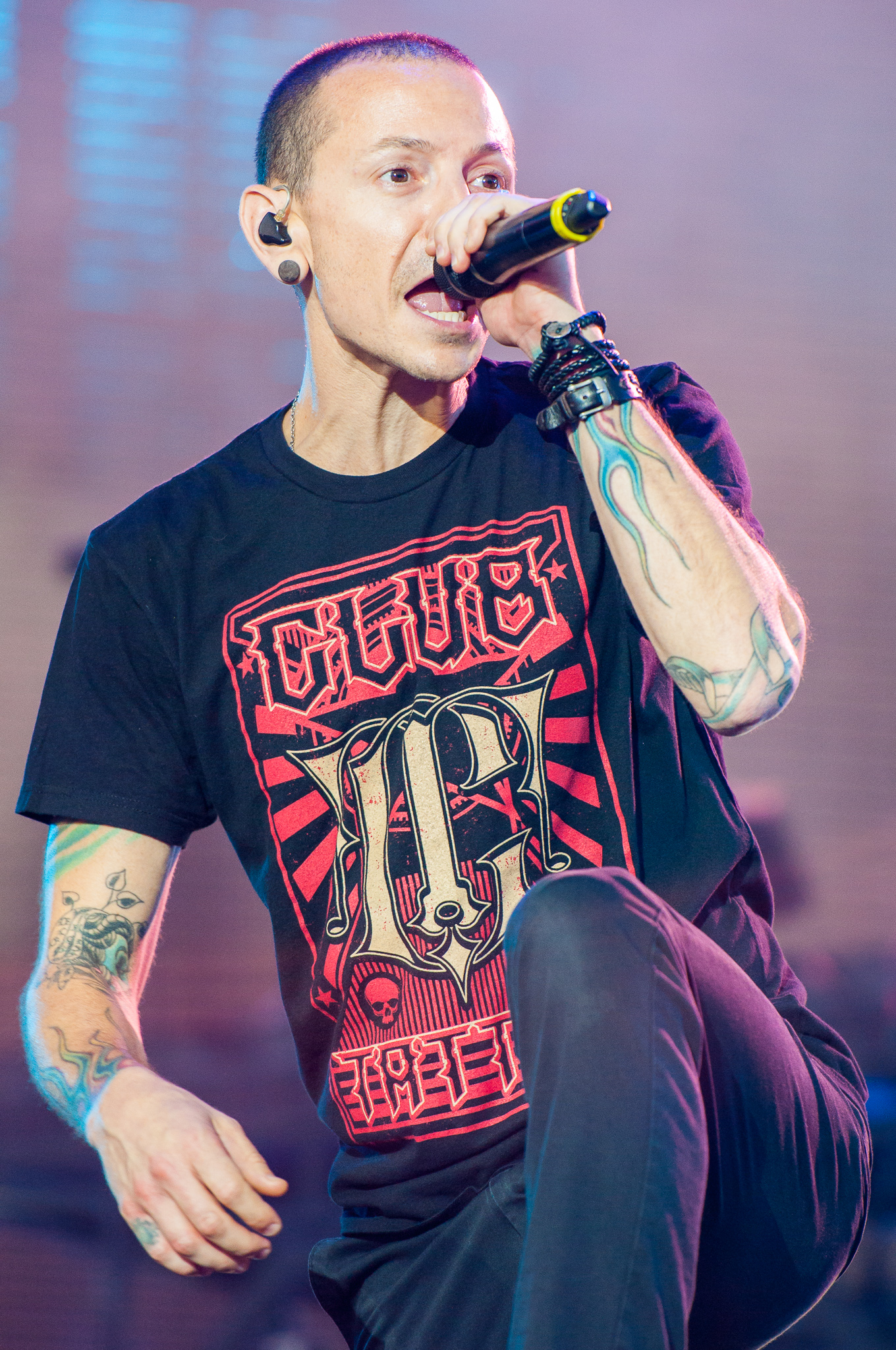
Chester Bennington
20 juli

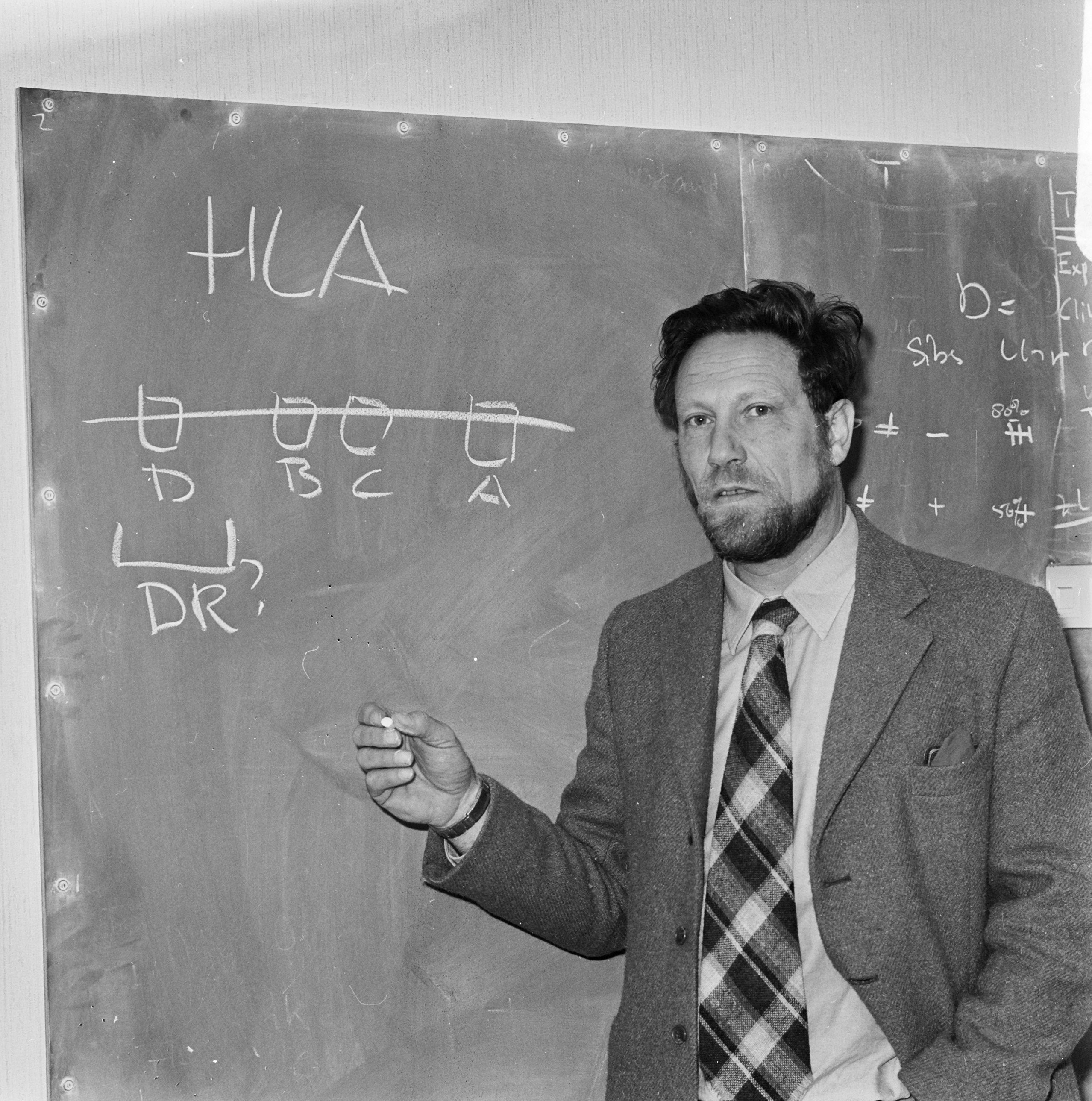
Jon van Rood
21 juli

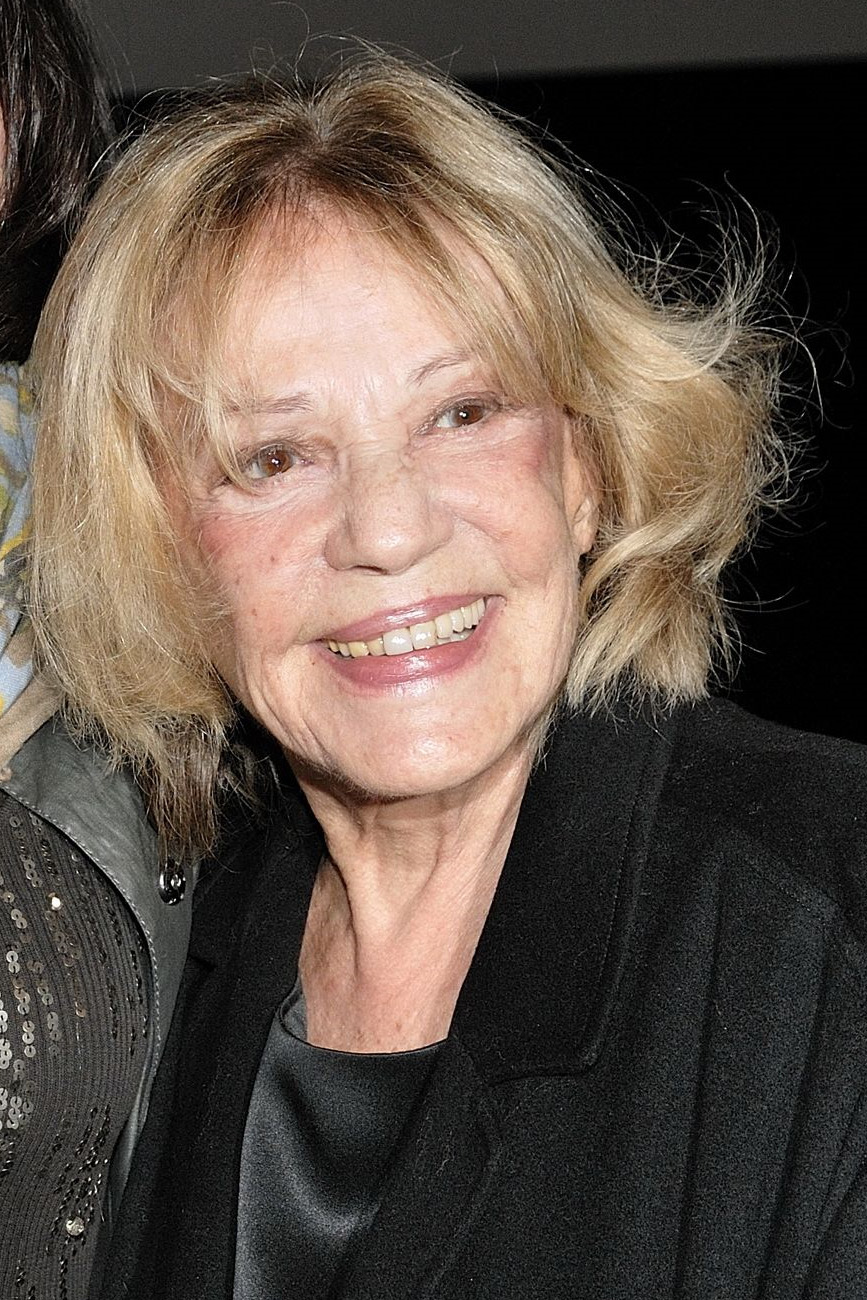
Jeanne Moreau
31 juli

| 1 | 2 | 3 | 4 | 5 | 6 | 7 | 8 | 9 | 10 | 11 | 12 | 13 | 14 | 15 | 16 | 17 | 18 | 19 | 20 | 21 | 22 | 23 | 24 | 25 | 26 | 27 | 28 | 29 | 30 | 31 |
| - | - | - | - | - | - | - | - | - | -- | -- | -- | -- | -- | -- | -- | -- | -- | -- | -- | -- | -- | -- | -- | -- | -- | -- | -- | -- | -- | -- |

### 1 juli
- Frans Maas (79), Nederlands jachtontwerper[1]
- Ayan Sadakov (55), Bulgaars voetballer en voetbaltrainer[2]

### 2 juli
- Smith Hart (68), Amerikaans-Canadees showworstelaar[3]
- Boudewijn Henny (74), Nederlands ondernemer en crimineel[4]
- Vladimir Malaniuk (59), Oekraïens schaker[5]
- Chris Roberts (73), Duits schlagerzanger[6]
- Tatjana Zatoelovskaja (81), Russisch-Israëlisch schaker[7]

### 3 juli
- Tom Blom (70), Nederlands presentator[8]
- José Luis Cuevas (83), Mexicaans tekenaar, kunstschilder en beeldhouwer[9]
- Spencer Johnson (78), Amerikaans schrijver[10]
- Solvi Stübing (76), Duits actrice en model[11]
- Jean-Jacques Susini (83), Frans politicus[12]
- Paolo Villaggio (84), Italiaans acteur, regisseur en schrijver[13]

### 4 juli
- Gene Conley (86), Amerikaans honkballer en basketballer[14]
- Ji-Tu Cumbuka (77), Amerikaans acteur[15]
- Daniil Granin (98), Russisch schrijver[16]
- Ntuthuko Radebe (22), Zuid-Afrikaans voetballer[17]

### 5 juli
- Pierre Henry (89), Frans componist[18]
- Joachim Meisner (83), Duits kardinaal[19]
- Joaquín Navarro-Valls (80), Spaans journalist[20]
- Hendrik Nicolaas Cornelis van Tuyll van Serooskerken (100), Nederlands burgemeester[21]

### 6 juli
- Ad Maas (67), Nederlands dirigent[22]
- Heinz Schneiter (82), Zwitsers voetballer[23]
- Galip Tekin (59), Turks striptekenaar[24]

### 7 juli
- Pierrette Bloch (89), Zwitsers kunstschilderes en textielartieste[25]
- Håkan Carlqvist (63), Zweeds motorcrosser[26]
- Suzanne Chaisemartin (96), Frans organiste[27]
- Danny Daniels (92), Amerikaans danser, choreograaf en regisseur[28]
- Tijn Kolsteren (6), Nederlands fondsenwerver[29]

### 8 juli
- Nelsan Ellis (39), Amerikaans acteur en filmproducent[30]
- Bob Lubbers (95), Amerikaans striptekenaar[31]
- Elsa Martinelli (82), Italiaans actrice[32]
- Sylvia Nooij (32), Nederlands voetbalster[33]

### 9 juli
- Miep Diekmann (92), Nederlands schrijfster[34]
- Ilya Glazunov (87), Russisch kunstschilder[35]
- Paquita Rico (87), Spaans actrice en zangeres[36]
- Jack Shaheen (81), Amerikaans mediadeskundige[37]
- Robert Vigouroux (94), Frans politicus[38]

### 10 juli
- Peter Härtling (83), Duits schrijver[39]
- Isabelle Sadoyan (89), Frans actrice[40]

### 11 juli
- Luigi Ferdinando Tagliavini (87), Italiaans organist, klavecinist en componist[41]

### 12 juli
- Chuck Blazer (72), Amerikaans voetbalbestuurder[42]
- Gerrit Braks (84), Nederlands politicus en bestuurder[43]
- Ray Phiri (70), Zuid-Afrikaans muzikant[44]
- Ari Stolk (83), Nederlands kunstschilder en tekenaar[45]

### 13 juli
- Charles W. Bachman (92), Amerikaans informaticus[46]
- Marie-Josephine Gaudette (115), Amerikaans-Italiaans supereeuwelinge[47]
- Norman Johnson (86), Canadees wiskundige[48]
- Egil Kapstad (76), Noors jazzpianist, componist en arrangeur[49]
- Héctor Lechuga (88), Mexicaans acteur en komiek[50]
- Liu Xiaobo (61), Chinees mensenrechtenactivist en Nobelprijswinnaar[51]
- Willem van der Riet (100), Nederlands pastoor en Bijbelwetenschapper[52]
- Barbara d'Ursel de Lobkowicz (60), Belgisch politica[53]

### 14 juli
- Anne Golon (95), Frans schrijfster[54]
- Julia Hartwig (95), Pools schrijfster en dichteres[55]
- Maryam Mirzakhani (40), Iraans wiskundige[56]
- Gerben Pelgröm (37), Nederlands schrijver[57]
- Wil Wilbers (85), Nederlands politicus[58]
- David Zablidowsky (38), Amerikaans bassist[59]

### 15 juli
- Anne Buttimer (78), Iers geograaf en hoogleraar[60]
- Josef Hamerl (86), Oostenrijks voetballer[61]
- Martin Landau (89), Amerikaans acteur[62]
- Bob Wolff (96), Amerikaans sportverslaggever[63]

### 16 juli
- Régis Gizavo (58), Malagassisch accordeonist[64]
- George A. Romero (77), Amerikaans-Canadees filmregisseur en scenarioschrijver[65]
- Wilfried Scheutz (67), Oostenrijks zanger[66]
- Marc Stassijns (78), Belgisch sportverslaggever[67]

### 17 juli
- Harvey Atkin (74), Canadees (stem)acteur[68]
- Evan Helmuth (40), Amerikaans acteur[69]
- Karl-Heinz Schulmeister (92), Duits historicus en Oost-Duits politicus[70]

### 18 juli
- Max Gallo (85), Frans historicus, schrijver en politicus[71]
- Red West (81), Amerikaans acteur en stuntman[72]

### 19 juli
- Bep van Houdt (77), Nederlands sportjournalist en tennisverslaggever[73]
- Évelyne Prouvost (78), Frans zakenvrouw[74]
- Barbara Weldens (35), Frans zangeres[75]

### 20 juli
- Chester Bennington (41), Amerikaans rockzanger[76]
- Marco Aurelio Garcia (76), Braziliaans politicus[77]
- Andrea Jürgens (50), Duits schlagerzangeres[78]
- Cor Kleisterlee jr. (91), Nederlands politicus[79]
- Giuseppe Pelosi (59), Italiaans crimineel[80]
- Claude Rich (88), Frans acteur[81]
- Jadwiga Szubartowicz (111), Pools supereeuwelinge[82]

### 21 juli
- Peter Doohan (56), Australisch tennisspeler[83]
- Anne Dufourmantelle (53), Frans psychoanalytica, schrijfster en filosofe[84]
- Errol Dyers (65), Zuid-Afrikaanse jazzgitarist[85]
- John Heard (72), Amerikaans acteur[86]
- Clem Moorman (101), Amerikaans jazz-zanger, pianist, arrangeur en acteur[87]
- Jon van Rood (91), Nederlands immunoloog en hoogleraar[88]

### 22 juli
- Jimmy Clem (84), Amerikaans acteur[89]
- Piet Haan (86), Nederlands wielrenner[90]
- Fritz Hellwig (104), Duits econoom en politicus[91]
- Marcel Kunz (74), Zwitsers voetbaldoelman[92]
- Jan Stulen (75), Nederlands dirigent[93]
- René Wuyckens (63), Belgisch wielrenner[94]

### 23 juli
- Reginald Arnold (92), Australisch (baan)wielrenner[95]
- Thomas Fleming (90), Amerikaans historicus en schrijver[96]
- Gennadi Moisejev (69), Russisch motorcrosser[97]
- Waldir Peres (66), Braziliaans voetballer[98]
- Mervyn Rose (87), Australisch tennisser en tenniscoach[99]

### 24 juli
- Mark Grammens (84), Belgisch journalist[100]

### 25 juli
- Gretel Bergmann (103), Duits-Amerikaans atlete[101]
- Ivana Loudová (76), Tsjechisch componiste en muziekpedagoge[102]
- Barbara Sinatra (90), Amerikaans model, showgirl en filantroop[103]
- Jean Van de Kerckhof (84), Belgisch politicus[104]

### 26 juli
- June Foray (99), Amerikaans (stem)actrice[105]
- Leo Kinnunen (73), Fins autocoureur[106]
- Hervé Le Roux (59), Frans filmregisseur[107]

### 27 juli
- Perivaldo Lúcio Dantas (64), Braziliaans voetballer[108]
- Abdelmajid Dolmy (64), Marokkaans voetballer[109]
- Michel Durafour (97), Frans politicus[110]
- Sam Shepard (73), Amerikaans acteur, schrijver en regisseur[111]

### 28 juli
- Claude Contamine (87), Frans hoog ambtenaar en televisiedirecteur[112]
- John G. Morris (100), Amerikaans fotoredacteur[113]

### 29 juli
- Sophie Huet (64), Frans journaliste[114]
- Charley Marouani (90), Frans impresario en muziekproducent[115]
- Olivier Strebelle (90), Belgisch kunstenaar[116]

### 30 juli
- Anton Vratuša (102), Joegoslavisch-Sloveens politicus[117]

### 31 juli
- Jean-Claude Bouillon (75), Frans acteur[118]
- Gerard Bouman (64), Nederlands politiefunctionaris[119]
- Alan Cameron (79), Brits classicus[120]
- Francesco La Macchia (78), Italiaans kanoër[121]
- Chuck Loeb (61), Amerikaans gitarist[122]
- Jeanne Moreau (89), Frans actrice[123]

januari ·
februari ·
maart ·
april ·
mei ·
juni ·
juli ·
augustus ·
september ·
oktober ·
november ·
december
1900 ·
1901 ·
1902 ·
1903 ·
1904 ·
1905 ·
1906 ·
1907 ·
1908 ·
1909 ·
1910 ·
1911 ·
1912 ·
1913 ·
1914 ·
1915 ·
1916 ·
1917 ·
1918 ·
1919 ·
1920 ·
1921 ·
1922 ·
1923 ·
1924 ·
1925 ·
1926 ·
1927 ·
1928 ·
1929 ·
1930 ·
1931 ·
1932 ·
1933 ·
1934 ·
1935 ·
1936 ·
1937 ·
1938 ·
1939 ·
1940 ·
1941 ·
1942 ·
1943 ·
1944 ·
1945 ·
1946 ·
1947 ·
1948 ·
1949 ·
1950 ·
1951 ·
1952 ·
1953 ·
1954 ·
1955 ·
1956 ·
1957 ·
1958 ·
1959 ·
1960 ·
1961 ·
1962 ·
1963 ·
1964 ·
1965 ·
1966 ·
1967 ·
1968 ·
1969 ·
1970 ·
1971 ·
1972 ·
1973 ·
1974 ·
1975 ·
1976 ·
1977 ·
1978 ·
1979 ·
1980 ·
1981 ·
1982 ·
1983 ·
1984 ·
1985 ·
1986 ·
1987 ·
1988 ·
1989 ·
1990 ·
1991 ·
1992 ·
1993 ·
1994 ·
1995 ·
1996 ·
1997 ·
1998 ·
1999 ·
2000 ·
2001 ·
2002 ·
2003 ·
2004 ·
2005 ·
2006 ·
2007 ·
2008 ·
2009 ·
2010 ·
2011 ·
2012 ·
2013 ·
2014 ·
2015 ·
2016 ·
2017 ·
2018 ·
2019 ·
2020 ·
2021 ·
2022 ·
2023 ·
2024 ·
2025